# Herbert Schoner
Herbert Schoner (* 22. Juni 1939 in Weilerbach; † 22. Dezember 1971 in Kaiserslautern) war ein deutscher Polizeibeamter, der bei einem Banküberfall von Terroristen der Rote Armee Fraktion (RAF) erschossen wurde. Er war nach dem Polizisten Norbert Schmid das zweite Mordopfer der RAF.
Schoner hatte den Dienstgrad eines Polizeiobermeisters. Im Jahr 1968 war er Staffelführer einer Polizei-Hundestaffel im Polizeibezirk Kaiserslautern.
Am 22. Dezember 1971 unternahmen sieben RAF-Mitglieder einen Überfall auf die Bayerische Hypotheken- und Wechselbank in Kaiserslautern, Fackelstraße 29 und erbeuteten 134.000 DM. Der damals 32-jährige Schoner wurde vor der Bankfiliale auf einen roten Kleinbus aufmerksam, der im Haltverbot stand. Als er den Fahrer kontrollieren wollte, schoss dieser sofort. Der Polizist schaffte es, sich verletzt zur Eingangstür zu schleppen. Dort traf er auf die hinausstürzenden Terroristen, die ihn erschossen.
Nach Abschluss der Ermittlungen wurde Klaus Jünschke die Beteiligung am Überfall nachgewiesen. Wegen gemeinschaftlichen Mordes und anderer Verbrechen wurde er 1977 zu lebenslanger Freiheitsstrafe verurteilt.
Schoner hinterließ eine Frau und zwei Kinder. Er wurde am 24. Dezember 1971 in Weilerbach bei Kaiserslautern beigesetzt. An seinem Begräbnis nahmen zirka 2000 Menschen teil, darunter 400 Polizisten. Heinz Schwarz, der damalige Innenminister von Rheinland-Pfalz, versprach in seiner Rede an Schoners Grab einen besseren Schutz für Polizisten.
Der Banküberfall und die Ermordung Schoners werden im Spielfilm „Baader“ aus dem Jahr 2002 dargestellt.